# Eremophila viscida
Eremophila viscida är en flenörtsväxtart som beskrevs av Stephan Ladislaus Endlicher. Eremophila viscida ingår i släktet Eremophila och familjen flenörtsväxter. Inga underarter finns listade i Catalogue of Life.